# Акустический лес
«Акусти́ческий лес» — российская рок-группа, основанная в городе Радужный в 1992 году.

## История
Идея создания группы появилась у друзей-однокурсников Владимирского авиамеханического техникума — Стаса Кондакова и Максима Фомина в 1991 году. Названием для группы послужила первая песня, написанная Стасом — «Акустический лес», и буквально через год, 6 февраля 1992 года, ребята в компании друзей сделали первую любительскую запись песен и занесли эту дату в календарь как день рождения группы. После продолжительных домашних репетиций, группе удалось получить доступ к аппаратуре в местном Дворце культуры и перейти из разряда акустического — к электрическому звучанию. В качестве бас-гитариста к группе присоединились общие друзья: Дмитрий Скотников на бас-гитаре, на клавишных — Михаил Рыбин, и Александр Натаров на барабанах. Первые концерты проходили в рамках городских праздников, в школах, парках и ДК. В то же время, благодаря стараниям друга группы Владимира Курлова, работающего оператором на ВГТРК Владимир, снималась передача об «Акустическом лесе» с использованием песен группы и видеоклип на одноимённую песню. Передача транслировалась на всю область, клип взял приз на фестивале «Хрустальный ключ».
В 1994 году на ВГТРК группа познакомилась музыкантом-звукорежиссёром Алексеем Сидорцевым и на студии областного Владимирского театра кукол записала свой первый альбом «Продолжая любить». Ряд песен транслировался на радиостанции «Европа Плюс Владимир». Изменения в составе группы произошли после ухода Максима Фомина в армию, на смену Натарову пришел владимирский барабанщик Алексей Егорычев. Летом 1995 года группа приняла участие в двухдневном владимирском рок-фестивале «Фестиваль поющих поэтов», где члены группа познакомились с лидером «Бахыт-компот» Вадимом Степанцовым, музыкантами из столицы, представителями рок-движения Владимира и различными представителями местных СМИ. В это же время на местном кабельном ТВ снимался видеоклип на песню «Индивидуальный сортир».
Весной 1996 года на студии звукозаписи «Европа Плюс Владимир», «Акустический лес» записал второй альбом, получивший название «Миру-мир и рок-н-ролл». Сама радиостанция широко осветила новинку, местные СМИ поддержаои новый альбом, и группа становится популярной в регионе. В группе происходят очередные изменения. На бас-гитаре теперь Лев Кузьмин, соло-гитара Игорь Мочалов, а сам состав усиливается экзотикой в виде перкуссианиста Сергея Забатурина и саксофониста Виктора Раслина. «Акустический лес» много гастролирует по области и участвует во всех проводимых рок-фестивалях. На почве происходящих военных событий в Чечне, Стас Кондаков написал не совсем соответствующую репертуару группе песню «Вот такое дело» (Святая Русь), и коллектив моментально её записывает на ставшей уже родной студии «Европа+». Песня становится широко известной
. В 1997 году, под патронажем радиостанции «Европа+» и «МК Студии», состоялся выпуск CD и гала концерт в КЦ им. С. И. Танеева «Все, кого любим», озаглавленный как «лучшие песни лучших владимирских исполнителей». «Вот такое дело» идёт первым номером и добавляет популярности группе.
В 1997 году Стас Кондаков поступает в Московский государственный институт культуры, начинаются первые попытки выступления в московских музыкальных клубах. Параллельно на репетиционной базе во Владимире у Дмитрия Глушкова записывается рабочий материал, который по сути, альбомом не стал, но в дискографии группы числится как альбом «26». Сборник получил такое название, потому что именно 26-го мая 1998 года у Стаса рождается дочь.
Частые приезды с концертами в Москву, появление «Нашего радио», новой волны русского рока и брит-попа вносят свои изменения, как и в стиль группы так и в состав. Бас-гитаристом становится Роман Бирюков, гитара — Александр Денисов, вторая гитара Максим Антонов, клавиши/аккордеон Сергей Кортунов. За барабанами неизменно остаётся Алексей Егорычев. Бас-гитарист Роман Бирюков, в силу природного интереса, собирает домашнюю студию звукозаписи, «Акустический лес» записывает новый альбом «Межгород», ставшим переломным в истории группы. Это и совершенно новый звук с неограниченными возможностями компьютерных технологий, а также перенос постоянного места дислокации.
С началом нового 21-го века группа в полном составе переезжает в Москву. Съёмная двухкомнатная квартира в подмосковном Королёве становится не только жильём для музыкантов, но и студией, и репетиционной базой. В то же время появляется первый официальный директор группы — Андрей Зубковский, место за клавишными занимает Алексей Волков. Количество столичных концертов заметно увеличивается, в постоянном путевом листе региональные рок-фестивали. В 2002 году группа заключает контракт с рекорд-компанией «Roff music» на выпуск новой пластинки. Альбом получает название «Московские окна» и в 2003 году презентуется на Горбушке, в клубе «Запасник», а также во Владимире.
В том же году «Roff music» выпускает сборник и делает большой рок-фестиваль «Обновление» в Ярославле. Именно на этих гастролях происходит близкое знакомство с группой «Зерна» и её лидером Анатолием Погодаевым, что в дальнейшем окажет значительное влияние на творчество «Акустического леса». Попытки попасть в эфир «Нашего радио» увенчиваются небольшим успехом. Песня «Запах дождя» попадает в Чартову Дюжину. Параллельно ведутся переговоры с фирмой грамзаписи «Никитин» на выпуск новой пластинки. В 2005 году в клубе «Икра» состоялась большая презентация нового альбома «Будем жить» в компании друзей групп «Зёрна», «Старый приятель», «The СкаZки», «Место встречи» и мэтра отечественного рока Олега Сакмарова («Аквариум», «Наутилус Помпилиус», «Ю-Питер»). С группой «Зерна» записывается совместная песня «Новые песни» и попадает на «Наше радио» в передачу «Оно вам надо?», но в ротацию не попадает.
После выхода альбома группу покидает и возвращается во Владимир барабанщик Алексей Егорычев и какое-то время за ударными появляются разные барабанщики — Александр Кузнецов и Олег Фролов. Так же группу покидает гитарист Максим Антонов и на сцене все замечают гитариста «Зёрен» Славу Мареева. 2009 год ознаменован выходом новой пластинки «Небо Барселоны» и появлением постоянного барабанщика Сергея Полозова. На кавер-версию песни «Тишина за Рогожской заставой» снимается видеоклип. Клип снимается непосредственно в тех же местах, где снимался и фильм «Дом, в котором я живу». песня была номинирована на премию телеканала «Страна» как один из лучших видеоклипов года. Дальнейший период насыщен концертами и гастролями. Одно из значимых событий — фестиваль «Небо Славян», где «Акустический лес» выступил в качестве разогрева групп «Калинов Мост», «Mordor» и «Алиса».
Юбилейный 2012 год двадцатилетия группы был продуктивным: снят и презентован новый видеоклип «Московские окна», фильм о съёмках клипа, выпущен сборник-диск «XX лет», большой концерт в компании многочисленных друзей-музыкантов подвёл черту 20-летнего творчества. На следующий год записывается акустический альбом «Полуакустика» изначально задуманный как сольный альбом Стаса Кондакова, но песни под гитару обросли совместными аранжировками и материал стал полноценным альбомом. Чуть позже в состав группы вливается новый гитарист — Максим Греков, на замену барабанщика Сергея Полозова, решившего посвятить себя исключительно звукозаписи, приходит Андрей Чуркин (экс гр. «Зёрна»).
Вторая половина 2010-х годов не была значимой, кроме нескольких выступлений на концертных площадках. Общий спад интереса к музыкальной индустрии, кризис жанра в целом сказался на многих коллективах — 2020-й год прошёл под карантином и коронавирусом, что повлияло на индустрию в целом: закрывались клубы, некоторые музыканты продавали инструменты. Именно в этот период у «Акустического леса» открывается второе дыхание — начинается работа над новым материалом и реанимирование старых, неизданных ранее, песен. Материал получает рабочее название «Ч/Б мир». В рамках фестиваля «Иллюминатор» Ильи Кормильцева записывается песня на стихи поэта «Под прицелом твоих окон».
В июне 2021 года случается несчастье, после продолжительной болезни скончался барабанщик группы Андрей Чуркин. Некоторое время на концертах его подменяют барабанщики групп: «Зверобой», «ЕЩЁ» и «Сон лемура» и лишь спустя определённое время постоянным ударником «Акустического леса» становится Игорь Конобеев.
К 30-летию коллектива, стараниями лидера группы «Mordor» Михаила Рябова и друзей, целиком переписывается старый хит 94-го года «Дети рок-н-ролла». В записи принимают участие звёзды русского рока: Константин Кинчев, Сергей Галанин, Сергей (Чиж) Чиграков, Армен Григорян, сам Михаил Рябов и детский хор «Хитрюшки». За музыкальную часть ответственным выступил гитарист групп «Серьга», «Ва-банкъ» и «Mordor» Сергей Левитин. В октябре 2022-го года песня попадает в ротацию Нашего Радио и обретает вторую молодость. Группа дважды участвует в фестивале «ДК Горбунова — легенад русского рока» на одной сцене вместе с «Алисой», «Крематорий», «Калинов мост», «Монгол Шудан», «Тайм-Аут», «Пилот» и др.
В марте 24-го года Стас Кондаков издаёт свою книгу под названием «ОТ А. Дети рок-н-ролла», а ровно через год группа наконец то выпускает новый альбом «Сквозь чёрно-белый мир» и заключает договор со «Студией Союз» на его издание и переиздание всей дискографии. История продолжается…

## Состав группы
- Стас Кондаков — песни, вокал, гитара[10]
- Александр Денисов — гитара
- Максим Греков — гитара
- Сергей Данилко — гитара
- Роман Бирюков — бас-гитара
- Роман Сорокин — клавишные
- Игорь Конобеев — ударные

## Дискография
- 1994 — «Продолжая любить»[11]
- 1996 — «Миру-мир и рок-н-ролл!»
- 1997 — «Вот такое дело» (сингл)
- 1998 — «26»
- 2000 — «Межгород»
- 2003 — «Московские окна»
- 2005 — «Будем жить»
- 2009 — «Небо Барселоны»
- 2011 — «Полуакустика»
- 2013 — «Ну и что» (сингл)
- 2021 — «Под прицелом твоих окон» (сингл)
- 2022 — «Дети рок-н-ролла» (сингл)
- 2022 — «Старый актёр» (сингл)
- 2023 — «Пляски на болоте» (EP)
- 2023 — «Вот такое дело № 2» (сингл)
- 2024 — «По кольцевой» (сингл)
- 2024 — «Здесь и сейчас» (сингл)
- 2024 — «Вот такое кино» (сингл)
- 2025 — «Сквозь чёрно-белый мир»
- 2025 — «Ремиксы 2003-2005»

## Будущие релизы
- 2025 — Фильм «Дети рок-н-ролла»